# الدوري اللبناني الممتاز 2019–20
الدوري اللبناني الممتاز 2019–20 هو الموسم الستون من الدوري اللبناني الممتاز لكرة القدم، ستبدأ أول مبارياته في مايو 2019، حامل اللقب هو نادي العهد وهو بطل الدوري. أنضم نادي البرج الرياضي ونادي شباب البرج إلى الدوري بعد ترقيتهم من الدوري اللبناني الدرجة الثانية 2018–19، حيث حلوا محل نادي البقاع الرياضي ونادي الراسينغ بيروت، الذان هبطا في الموسم السابق إلى دوري الدرجة الثانية اللبناني 2019-20 [الإنجليزية] بعد حصولهما على المركزين الأخيرين.

## الفرق
يشارك اثني عشر فريقا في الدوري وهي أعلى عشرة فرق من الموسم السابق والفريقان اللذان تمت ترقيتهما من الدوري اللبناني الدرجة الثانية، حيث تمت ترقية فريق نادي البرج الرياضي إلى الدرجة الأولى بعد 16 عاما من الغياب وترقى نادي شباب البرج لأول مرة في تاريخه.

### الملاعب والمواقع
| الفريق                      | الموقع                    | الملعب              | السعة  |
| --------------------------- | ------------------------- | ------------------- | ------ |
| نادي العهد                  | بيروت (Ouzai)             | —                   |        |
| نادي الإخاء الأهلي عاليه    | عاليه                     | ملعب أمين عبد النور | 3٬500  |
| نادي الأنصار                | بيروت (Tariq El Jdideh)   | ملعب بيروت البلدي   | 18٬000 |
| نادي البرج الرياضي          | بيروت (برج البراجنة)      | —                   |        |
| نادي الشباب الرياضي الغازيه | الغازية                   | استاد كفرجوز        | 2٬000  |
| نادي النجمة                 | بيروت (رأس بيروت)         | —                   |        |
| نادي الصفاء                 | بيروت (Wata El-Museitbeh) | —                   |        |
| نادي السلام زغرتا الرياضي   | زغرتا                     | ملعب زغرتا          | 5٬500  |
| شباب برج                    | بيروت (برج البراجنة)      | —                   |        |
| شباب الساحل                 | بيروت (حارة حريك)         | —                   |        |
| التضامن صور                 | صور                       | ملعب صور            | 6٬500  |
| نادي طرابلس                 | طرابلس                    | ملعب طرابلس البلدي  | 22٬000 |

### أفراد ومجموعات
| فريق                 | مدير                 | كابتن               | مجموعة الصانع | الراعي                  |
| -------------------- | -------------------- | ------------------- | ------------- | ----------------------- |
| نادي العهد           | باسم مرمر            | هيثم موسى فاعور     | 14Fourteen    | —                       |
| الإخاء الأهلي        | عبد الوهاب أبو الهيل | Ahmad Atwi          | Jako          | —                       |
| الأنصار              | يحدد لاحقا           | معتز بالله الجنيدي  | 14Fourteen    | الأخضر المجد            |
| البرج                | Mohammad Dakka       | Wasim Abdel Hady    | 14Fourteen    | هوم ديبوت لبنان         |
| الشباب الرياضي غازية | Fouad Leila          | Karim Mansour       | P4            | إنرجايزر                |
| النجمة               | Tarek Jarraya        | علي حمام            | كابيلي        | الفا / نكسن الإطارات    |
| الصفا                | Robert Jaspert       | محمد الزين طحان     | جمعة          | —                       |
| السلام زغرتا         | أنيس بوجلبان         | Jean-Jaques Yammine | كابيلي        | SGBL                    |
| شباب البرج           | Malik Hassoun        | حسن حمود            | جمعة          | متروبوليتان الأمن       |
| شباب الساحل          | محمود حمود           | زهير عبد الله       | Jako          | AccurateFx              |
| التضامن صور          | Zoheir Mohamad       | Bilal Hajjo         | 14Fourteen    | H1 مصفف شعر             |
| طرابلس               | Ismael Kortam        | أحمد مغربي          | Jako          | Azm &amp; سعادة الرابطة |

## روابط خارجية
- الموقع الرسمي